# 葛荣
葛荣（？—528年），生于沃野镇，北魏時期河北起事领袖之一。

## 生平
初为怀朔镇（今内蒙古固阳西南）镇将。六镇起事失败后，他投靠鲜于修礼，孝昌二年（526年）杀叛将元洪业，接着领导起事部众。同年九月，博野白牛逻（今河北蠡县）一战，斩杀北魏章武王元融，自称天子，国号齐，時宇文洛生封為漁陽王。后乘胜进军，杀魏军最高统帅元琛，占据河北数个州县，拥兵数十万。起事过程中，他欺凌汉族民众，拉拢豪强地主。
528年二月，葛榮偷袭杀死杜洛周，导致起事部队的分裂。隨后在三月攻陷北魏沧州时，被其所杀百姓占十之八九。到了九月相州（今河北磁县）一战中，契胡尔朱荣亲率七千兵力，以侯景为前锋。葛荣轻敌，在邺城以北左右铺开数十里的队型，导致兵力分散。尔朱荣则将军队埋伏在山谷中，分成各个小队，并不断扬起灰尘，葛荣军见山谷扬尘四起，完全无法探清敌军情况，一时间大为惊慌。尔朱荣又下令战场击贼不许斩获首级，所有骑兵都配有一根袖棒，用以在冲锋接战时，重击敌人。在尔朱荣的安排下，魏军上下一心，令行禁止，尔朱荣也亲自冲锋陷阵，率领骑兵攻破葛荣军阵。葛荣步兵在重骑兵的冲击下前后贯穿，数十里的战阵被撕开裂口，左右难顾，尔朱荣的骑兵在其穿插冲锋。葛荣在混乱中绝望被擒，随后押往洛阳处斩，其部众数十万向尔朱荣投降，爾朱榮将其合併。
葛荣死后，其旧部韩楼起兵占据幽州，后被北魏大都督侯渊攻杀。